# Peștera Emil Racoviță
Peștera „Emil Racoviță” (sau „Zolușka” – din rusă „Cenușăreasa”) este cea mai mare peșteră din Republica Moldova și a XXVI-a cea mai lungă peșteră în lume. Este recunoscută, de asemenea, ca a treia cea mai lungă peșteră de ghips din lume. Ocupă o suprafață de 51 ha.
Peștera este situată în regiunea est-europeană, în locul unde se intersectează granițele a trei state: Ucraina, Republica Moldova și România. Una dintre granițe – cea moldo-ucraineană – parcurge direct deasupra peșterii. Singura intrare în peșteră se află pe teritoriul Republicii Moldova, în apropierea satului Criva, raionul Briceni, pe partea dreaptă a traseului Chișinău–Cernăuți.

## Istoric
În publicații se întîlnesc 3 variante ale datei descoperirii peșterii: 1959, 1969 și 1977 d.Hr. Acest lucru se datorează următoarelor:
- Prezența zăcămintelor de ghips și a fenomenelor carstice în zona de nord-vest a satului Criva era cunoscută de localnici mai demult. Primele cercetări geologice au fost întreprinse în anul 1946. În aceeași perioadă a început extragerea ghipsului prin aplicarea exploziilor.[1] În 1959, în urma unei astfel de explozii, a fost străpuns peretele unei cavități. Dar atunci sistemul în sine nu a fost dezvăluit, ci doar una dintre galeriile superioare. Întrucât a fost prevăzută prezența apelor subterane, a fost prevăzută organizarea stației de pompare în proiectul de organizare a lucrărilor. Volumul mediu de apă pompat a fost și rămîne – 8.000 m³/zi. Pe baza acestui fapt, literatura indică uneori 1959 ca anul descoperirii peșterii.
- A doua dată a descoperirii este luna august 1969, când mai mulți savanți de la departamentul de geografie al Academiei de Științe a RSSM-ului (Beșlyaghe, Verina, Ignatiev, Kravciuk, Suhov) au făcut prima încercare de a pătrunde în peșteră. Din păcate, cercetătorii nu au reușit să meargă mai mult de 60 de metri, din cauza argilei foarte umede și lipicioase, a numeroaselor zone inundate.[4]
- În anul 1977, după o explozie în partea de nord a carierei, s-a deschis intrarea actuală în peșteră. Din jurnalul oficial al clubului de speologie din or. Cernăuți "Troglodyt":

„12 - 13 martie 1977, c. Cenușăreasa. Compoziția grupului: Korjik V., Kabașnyuk V., Degtyarenko N., Lemeșev A., Filipeț A., Gaysenyuk V., Luțiv O., Voityșen S., Yastremsky V., Filipeț G. Descoperire, pentru prima dată în peșteră. Am pus 56 de pichete. Lungimea planului este de 350 de metri în linie dreaptă, cursa de 4-6 metri."

Această dată este considerată data descoperirii peșterii - noaptea de 12-13 martie 1977. Au început imediat lucrările la topografierea galeriilor, care a durat până în 1993, când ultimul district „Bucovina” a fost transferat pe hartă. Toată activitatea de organizare, coordonare și adunare a hărților a fost realizată de clubul "Troglodyt" din or. Cernăuți, Ucraina, rolul principal avîndu-l Vitaly Pavlovici Korjik.
De asemenea, savanții de la departamentul de geografie al Ministerului Științei al RSSM-ului au efectuat lucrări în peșteră. Nouă studenți a Institutului Pedagogic din Tiraspol (Botnari, Naumenko, Șumulkov, Spinu, Boloborodov, Duloglu, Țarigradsky, Obrucikova) au reușit să parcurgă cei 10 km inițiali ai labirintului timp de 1 lună, au descoperit lacuri subterane cu apă limpede, au măsurat volumul, temperatura lor și au luat probe de apă. Cu toate acestea, localizarea acestor materiale nu este încă cunoscută.
Începând cu anul 1984, clubul speologilor "Abis" din or. Chișinău s-a alăturat cercetării și, în mare parte, topografierii peșterii.

## Denumirea
Conform tradiției acceptate în practica internațională, numele „Золушка” (Cenușăreasa) a devenit numele oficial al peșterii, așa cum a fost dat de descoperitori. În publicațiile Academiei de Științe a RSSM-ului, în listele peșterilor din lume, lucrări științifice în diferite limbi, peștera poartă numele „Золушка” sau „Zolușka”, în transcrierea latină. În Ucraina, uneori se folosește versiunea ucraineană a acestui nume – „Popelyușka”, iar în publicațiile în limba română s-a găsit și versiunea – „Cenușăreasa”.
În anul 1991, prin Hotărârea Guvernului Republicii Moldova nr. 664 din 28 noiembrie 1991 „Cu privire la protecția de către stat a peșterii carstice din preajma satului Criva, raionul Briceni”, peștera a fost redenumită in peștera „Emil Racoviță”, în onoarea biospeologului român Emil Racoviță.
Speleonimele - denumirile galeriilor, sălilor, lacurilor au fost date de către savanții care au descoperit și cercetat peștera. Totuși in diferite surse se pot găsi mai multe variante de toponime. În lucrarea lui V.N. Verina intitulată "Тайны подземного мира" (Enigmele lumii subterane) se menționează denumirile: "Зеленое озеро" (Lacul verde), "Синее озеро" (Lacul albastru), "Прозрачное озеро" (Lacul limpede), "Студенческое озеро" (Lacul studențesc), "Комсомольское озеро" (Lacul Komsomolului), "Царское озеро" (Lacul regal), sala "Cтадион" (Stadiu), "Зал Гиппопотама" (Sala hipopotamului), "Проспект Кантемира" (Bulevardul Cantemir), "Зал Журналистов" (Sala jurnaliștilor), "Молдова" (Moldova), "Крива" (Curba), "Зал Даков" (Sala dacilor). În lucrarea lui V.N. Andrejczuk denumită "Пещера Золушка" (Peștera Cenușăreasa) se menționează speleonimele: "Зал Динозавра" (Sala dinozaurilor), "Зал Черновицких Спелеологов" (Sala speologilor cernăuțeni), "Зал Стометровка" (Sala de o sută de metri), "Метрополитен" (Mitropolitul), "Озеро Студенческое" (Lacul studentului), "Озеро Спелунка" (Lacul Spelunka), etc. Unele denumiri se referă la aceleași regiuni ale peșterii.

## Descriere

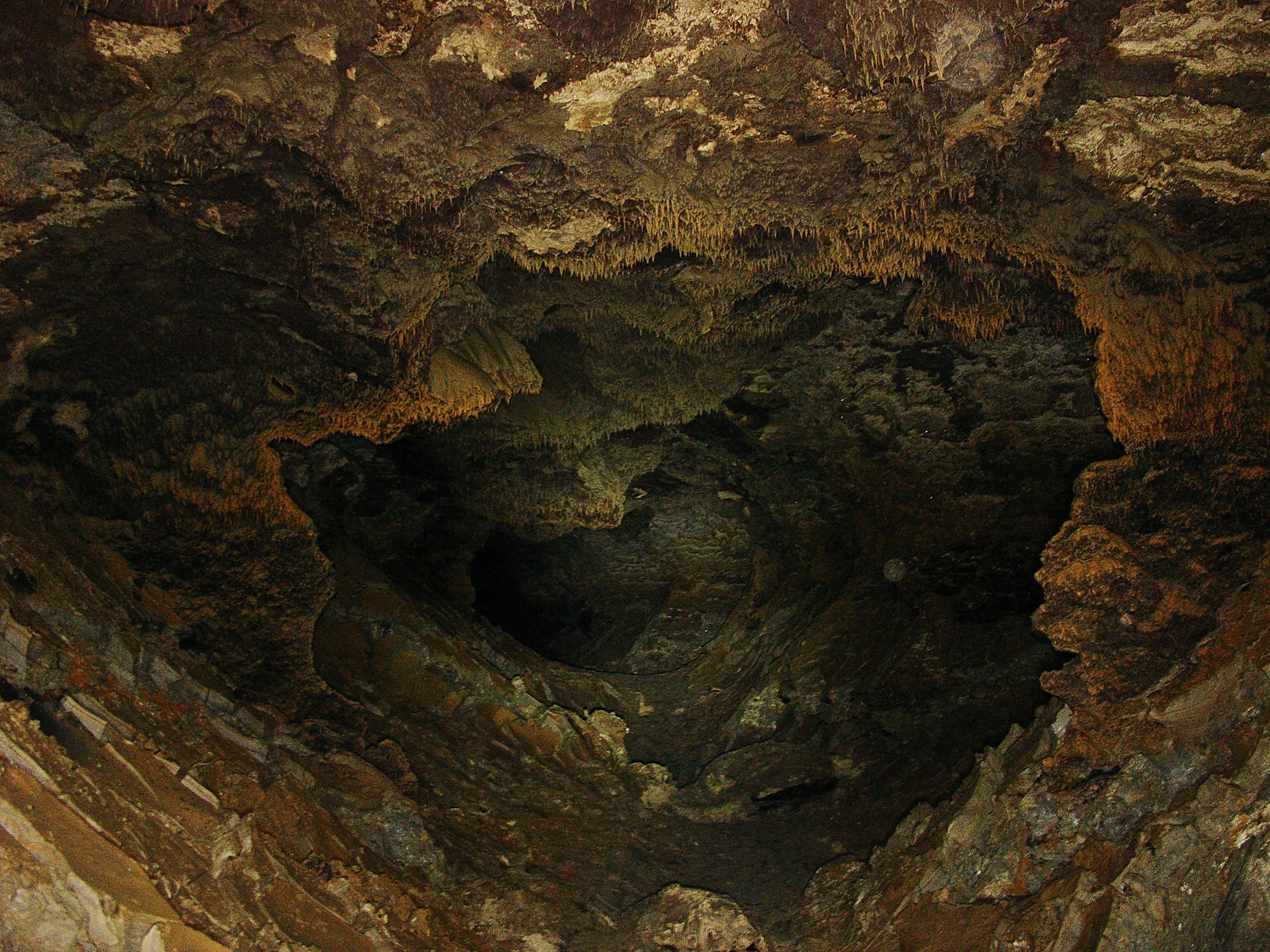
Vedere în adîncurile peșterii.

Peștera este caracterizată prin prezența unor săli grandioase care ating lungimi de 60–100 m, lățimi de 30–40 m și înălțimi de până la 11 m. Plafoanele se sprijină pe coloane de dimensiuni mari.
În golurile carstice ale peșterii se află peste 20 de lacuri (unele surse indică peste 60), cu adâncimea nu mai mare de 2 m și temperatura constantă de 8-11 °C. Apa lacurilor, după cum au arătat analizele hidro-chimice, are un conținut bogat de săruri minerale, care au un efect curativ asupra organismului uman. Sunt prezente și „fântâni” naturale cu adâncimea de 16–20 m. Fiecare sală și galerie subterană este căptușită cu argile fine de diverse nuanțe de culori, datorate mineralizării aleatorii: verde, albastru, roșu, negru, alb etc. Speologii amatori au plămădit din argilă, pe anumite trasee subterane, niște figurine, care folosesc drept indicatoare spre diferite săli și labirinturi. Remarcabile sunt stalactitele calcito-argiloase care acoperă tavanele și pereții unor galerii, draperiile cu grosimea de 2–20 cm. Rezultatul multor ani de muncă a savanților a fost descoperirea și studiul coloniilor unice de microorganisme feruginoase.

## Geneză și proprietăți geologice

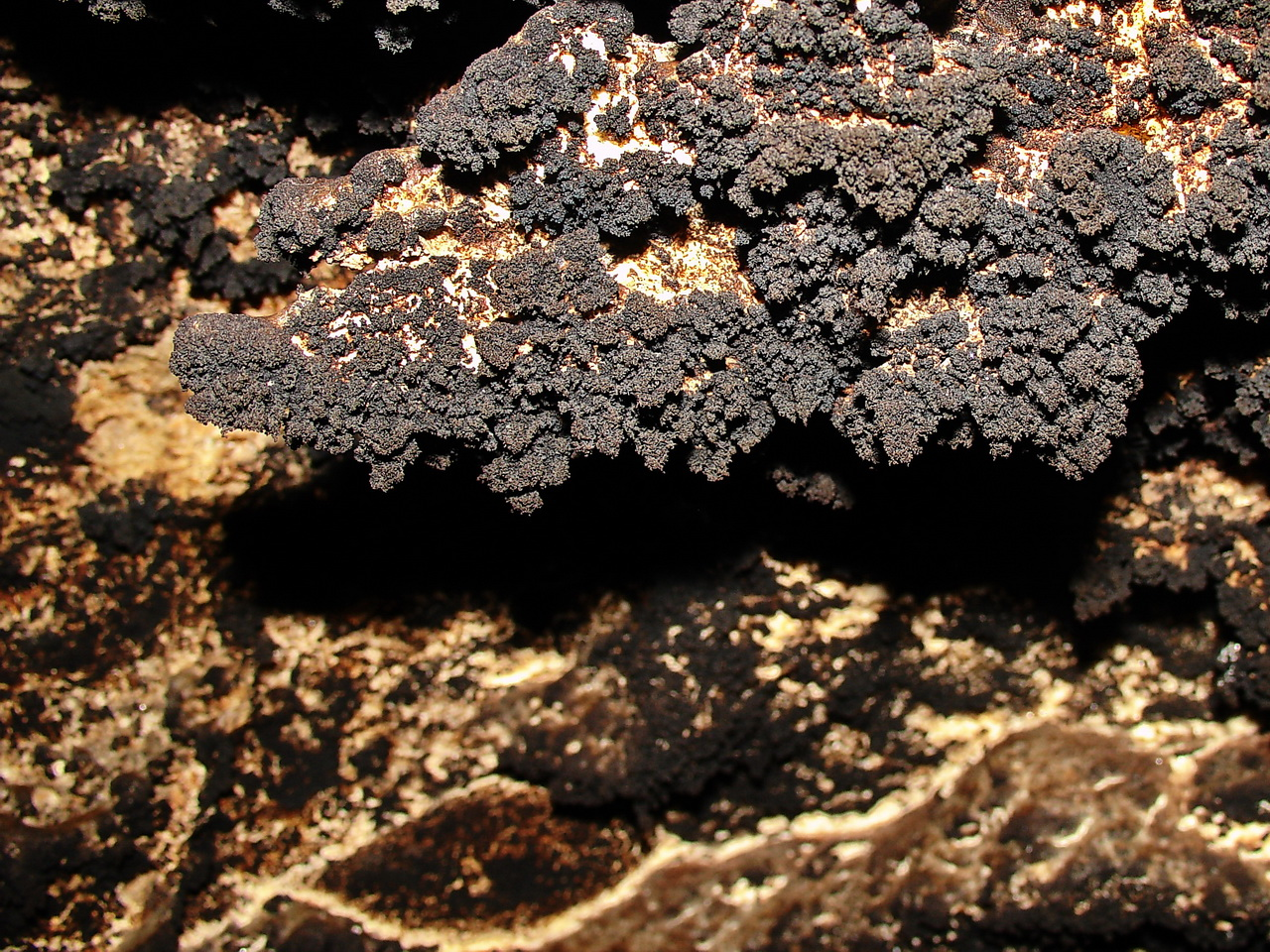
Formațiuni speologice

Peștera este relativ tânără, formându-se la sfârșitul perioadei pleistocene. După caracteristicile morfologice și morfometrice au fost identificate 15 regiuni ale peșterii.
După geneza sa, peștera Emil Racoviță se datorează eroziunii de dizolvare (coroziune), tipul rețelelor ei fiind determinat de regimul de curgere al apei în subteran, un rol secundar avându-l prăbușirile și sedimentarea speleală. O asemenea proveniență o au cele mai importante și variate peșteri din lume. Dimensiunile (dezvoltarea) rețelei speologice depășind 50 km fac ca peștera, în conformitate cu clasificația adoptată, să fie considerată foarte mare sau chiar gigantică. Peștera se află la adîncimea de la 5 până la 50 m, distanța între punctele extreme ale rețelei speologice depășește 1.250 m. Inițial deschiderea peșterii a apărut în pereții carierei datorită exploatării zăcământului de ghips, ulterior a fost amenajată o intrare artificială.
Din punct de vedere al direcției generale de dezvoltare, rețeaua speologică este orizontată pe plan vertical și are două direcții preferențiale în plan orizontal (20-50° N-E și 290-310° N-V) determinate de factorul tectonic – poziția rețelei tridimensionale a litoclazelor, respectiv fisurilor și diaclazelor care afectează stratul carstificabil.
În caverne au fost stabilite prezența depozitelor neogene și cuaternare, dar și ale Badenianului superior, care sunt constituite dintr-un strat de ghips de calitate superioară cu grosimea de 20–25 m. Deasupra ghipsului se află 12 niveluri de argile de diferite culori și compoziții, în funcție de fauna de foraminifere, briozoare, ostracode și moluște care a stat la bază. Secțiunea stratigrafică se termină cu un strat de aluviuni pleistocene, în care au fost descoperite resturi scheletice de mamut, bizon și cal.

## Protecție

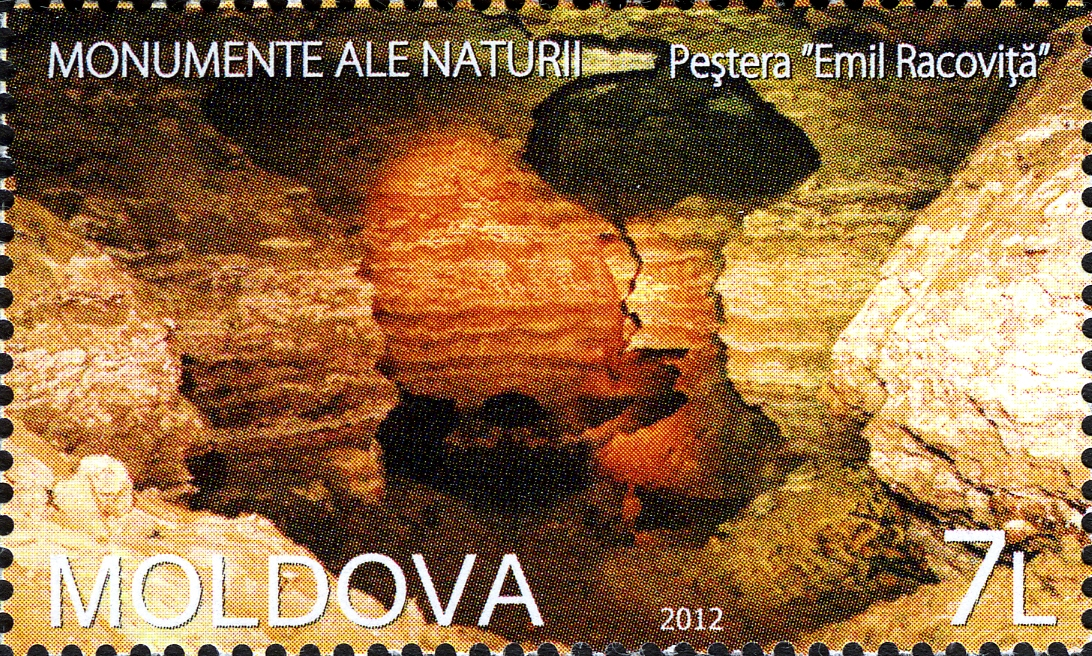
Peștera "Emil Racoviță" ilustrată pe un timbru poștal din Republica Moldova

Peștera "Emil Racoviță" este protejată prin Legea Nr. 1538-13 din 25 iunie 1998 privind fondul ariilor protejate de stat. Este categorisită ca monument al naturii de tip geologic sau paleontologic și se află în administrarea Carierei de ghips din satul Criva. Este cea mai vestică arie protejată de acest tip din țară. Se află sub protecția statului încă din 1991, conform Hotărîrii nr. 664 a Guvernului Republicii Moldova.
În imediata apropiere a peșterii își desfășoară activitatea extractivă compania germană "Knauf".
În 2012, Poșta Moldovei a emis un timbru cu valoarea nominală de 7 lei care reprezintă interiorul peșterii Emil Racoviță.

## Galerie de imagini

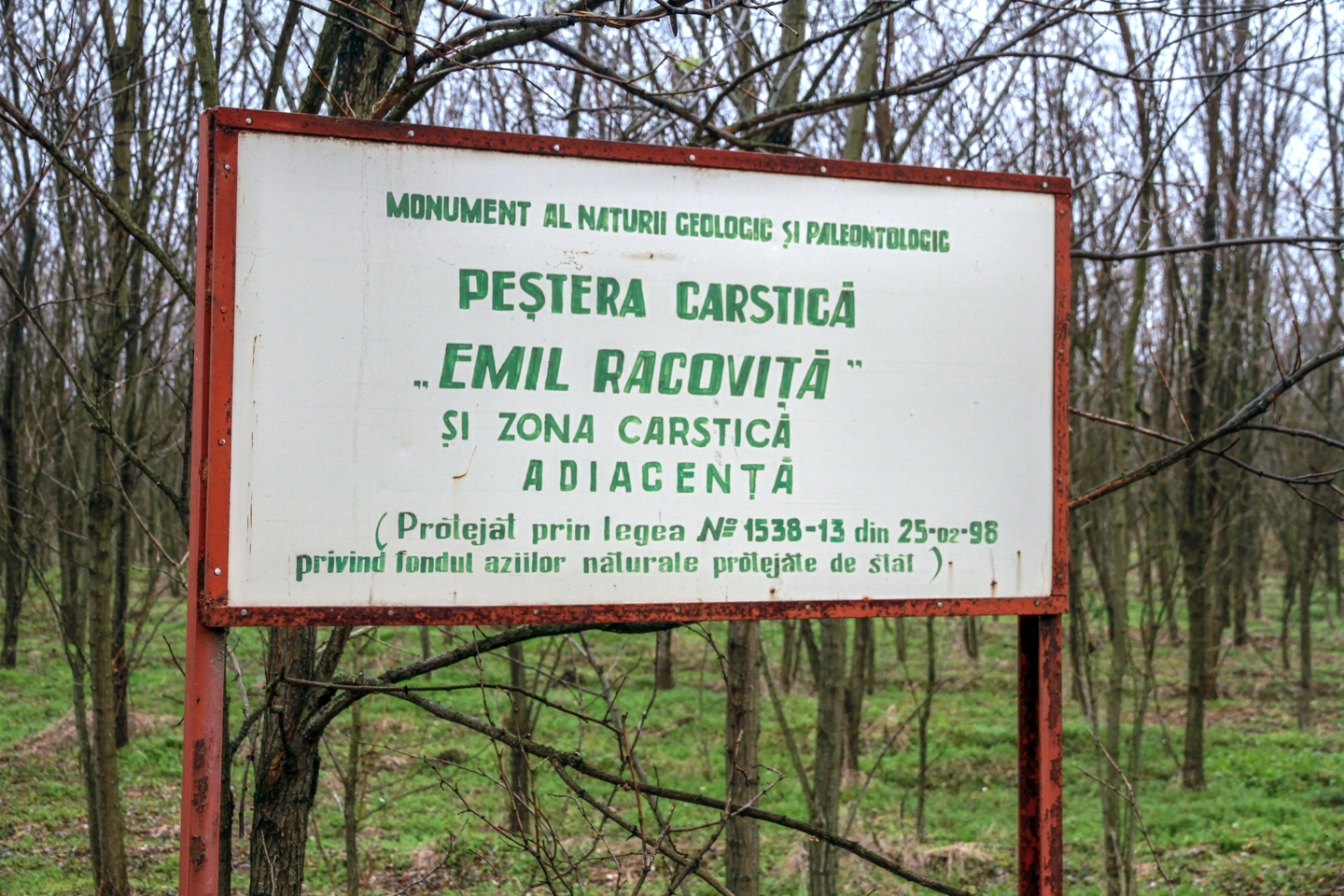
Panou la intrare
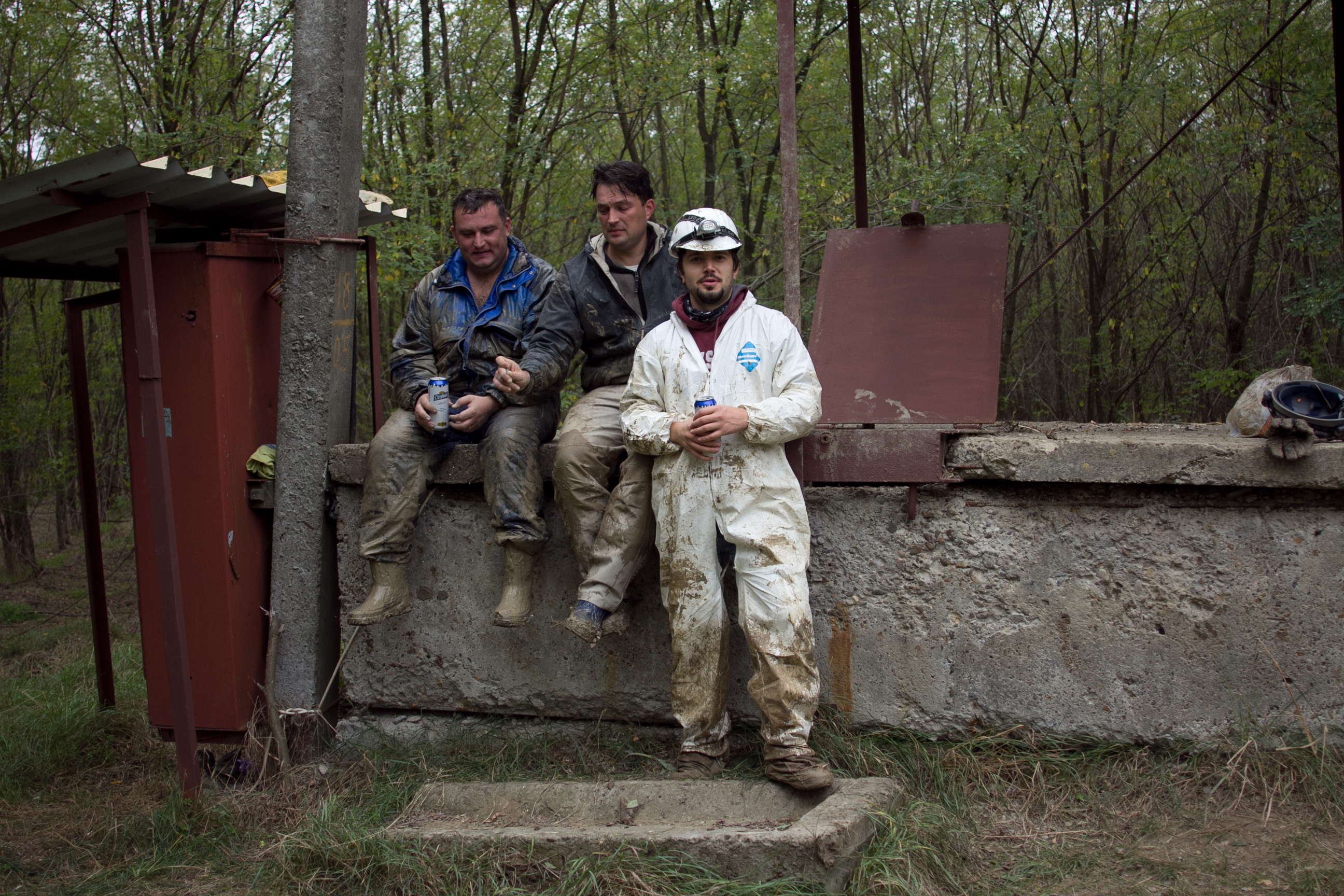
Intrarea propriu-zisă
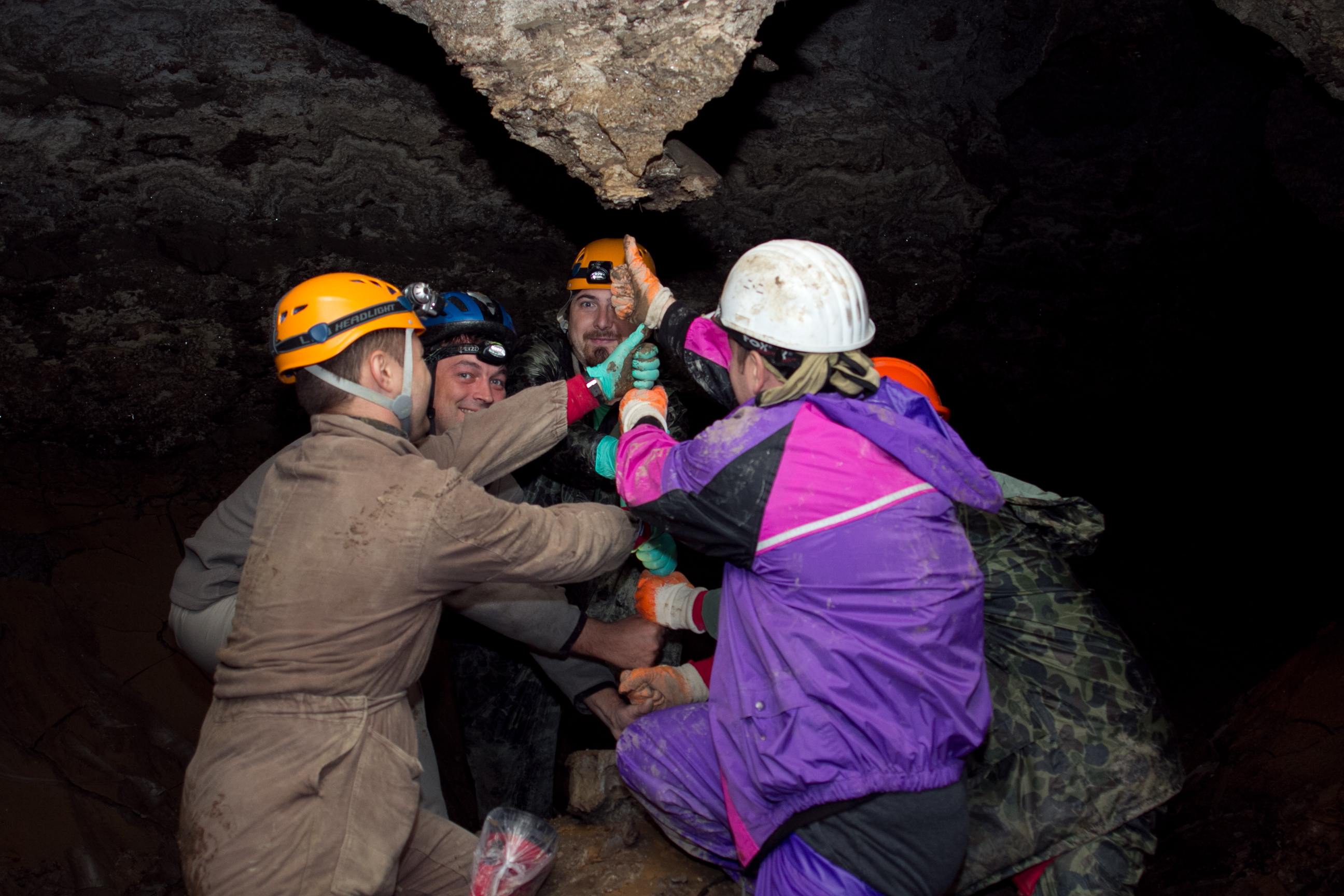
Un grup de vizitatori
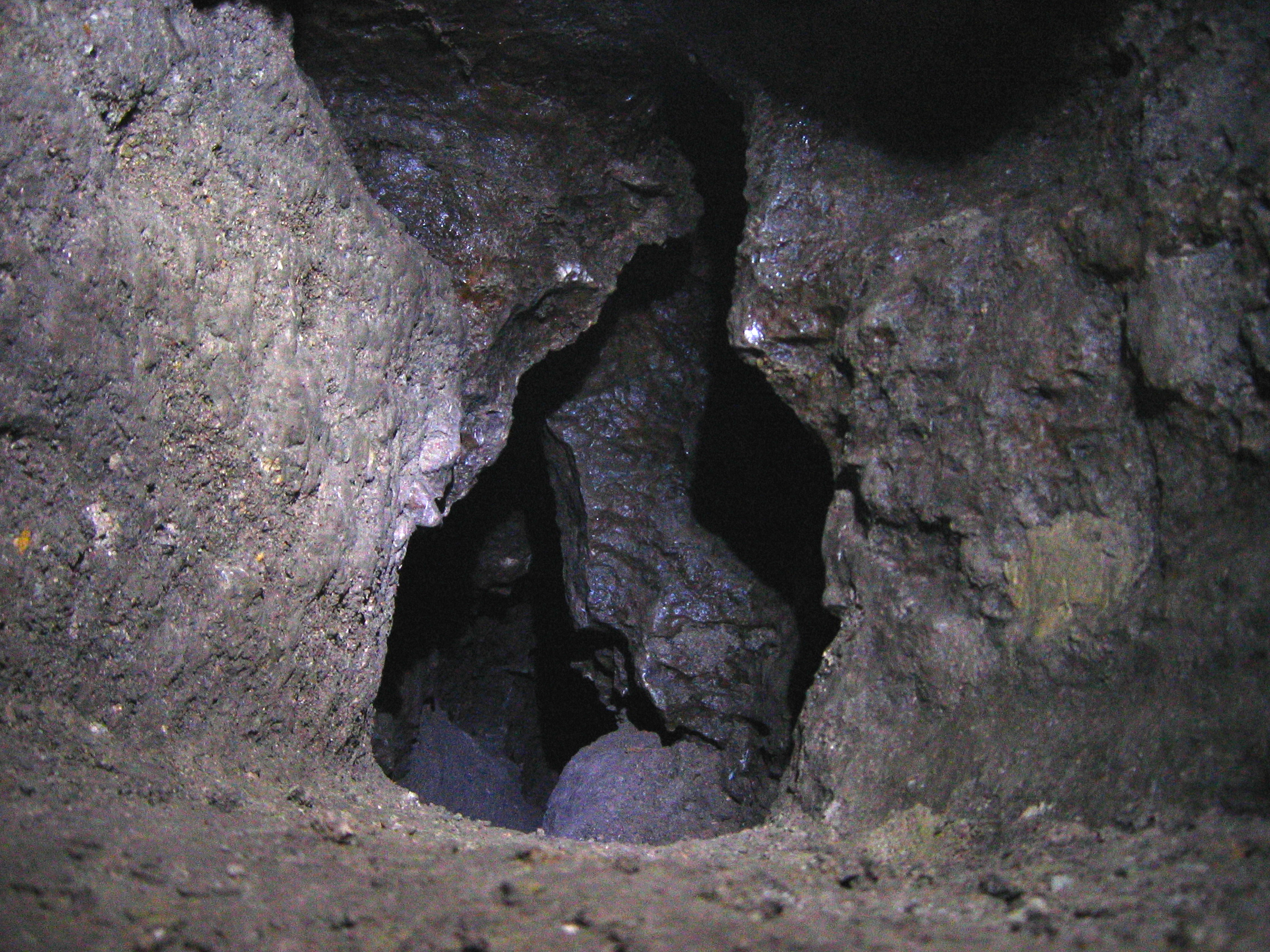
Excavații
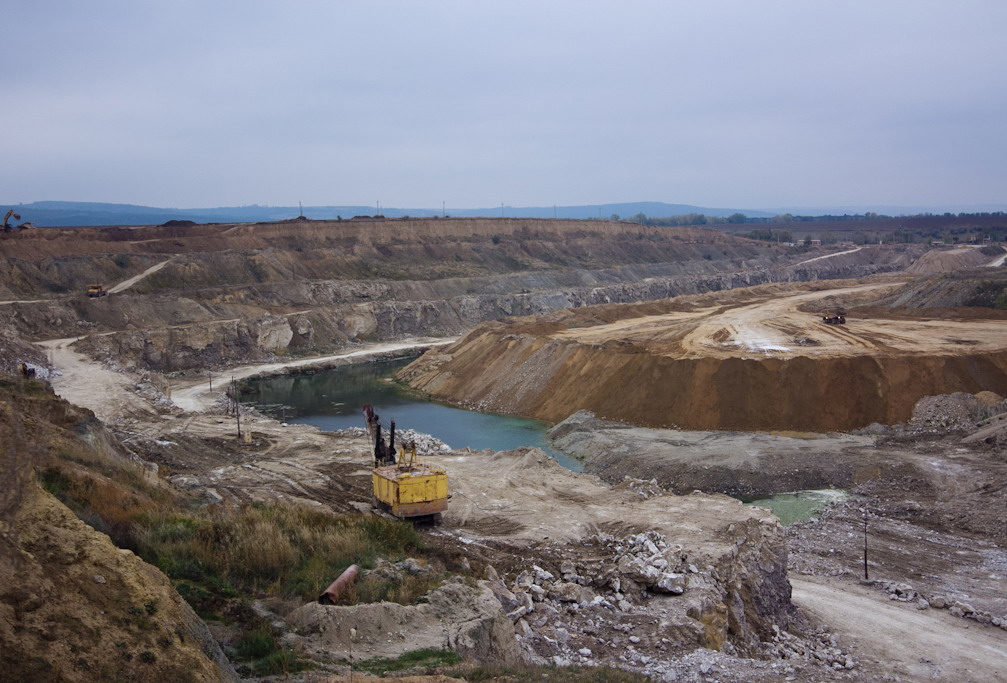
Cariera de ghips în proximitatea peșterii.

### Săli

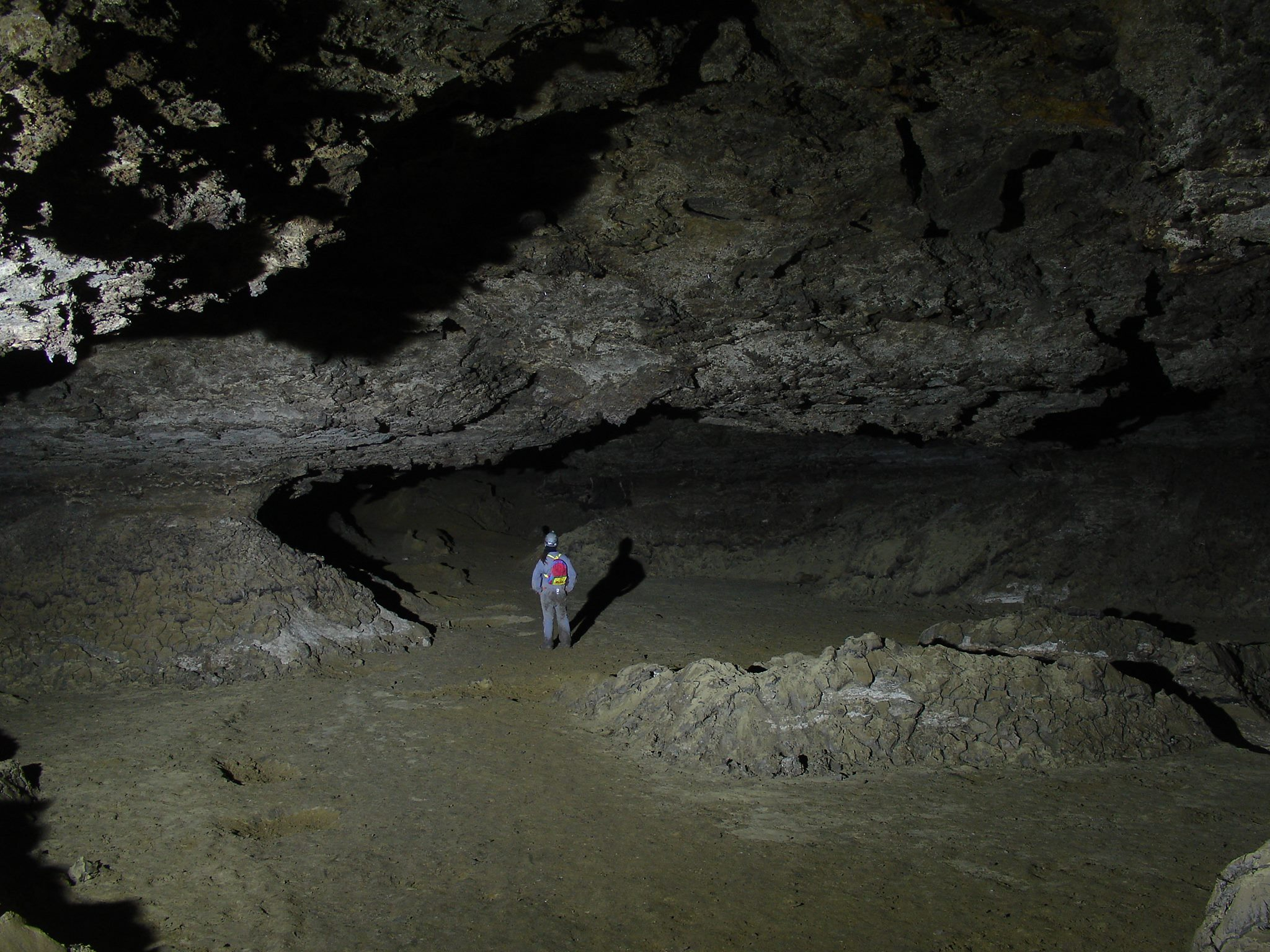
Una din sălile principale
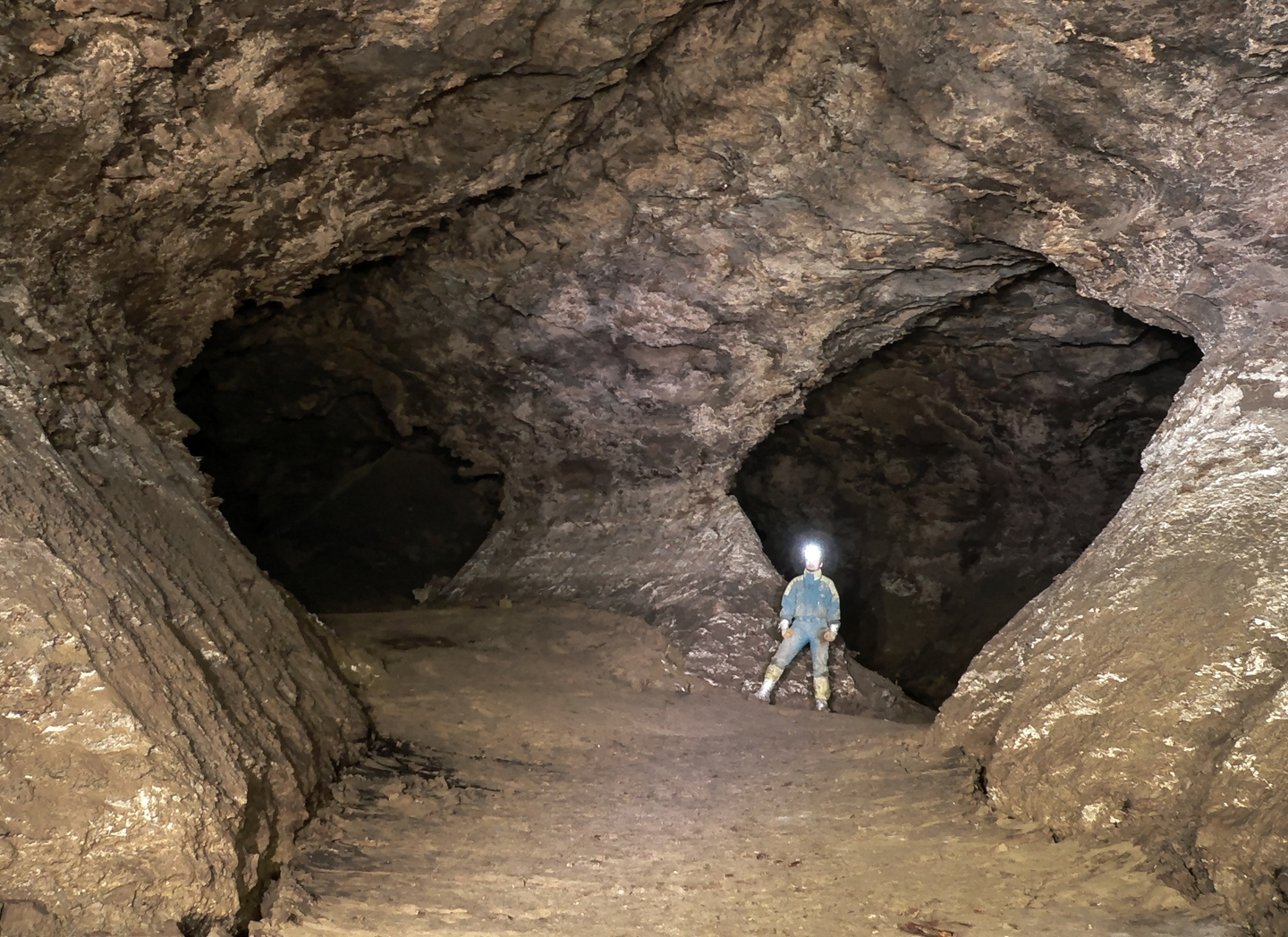
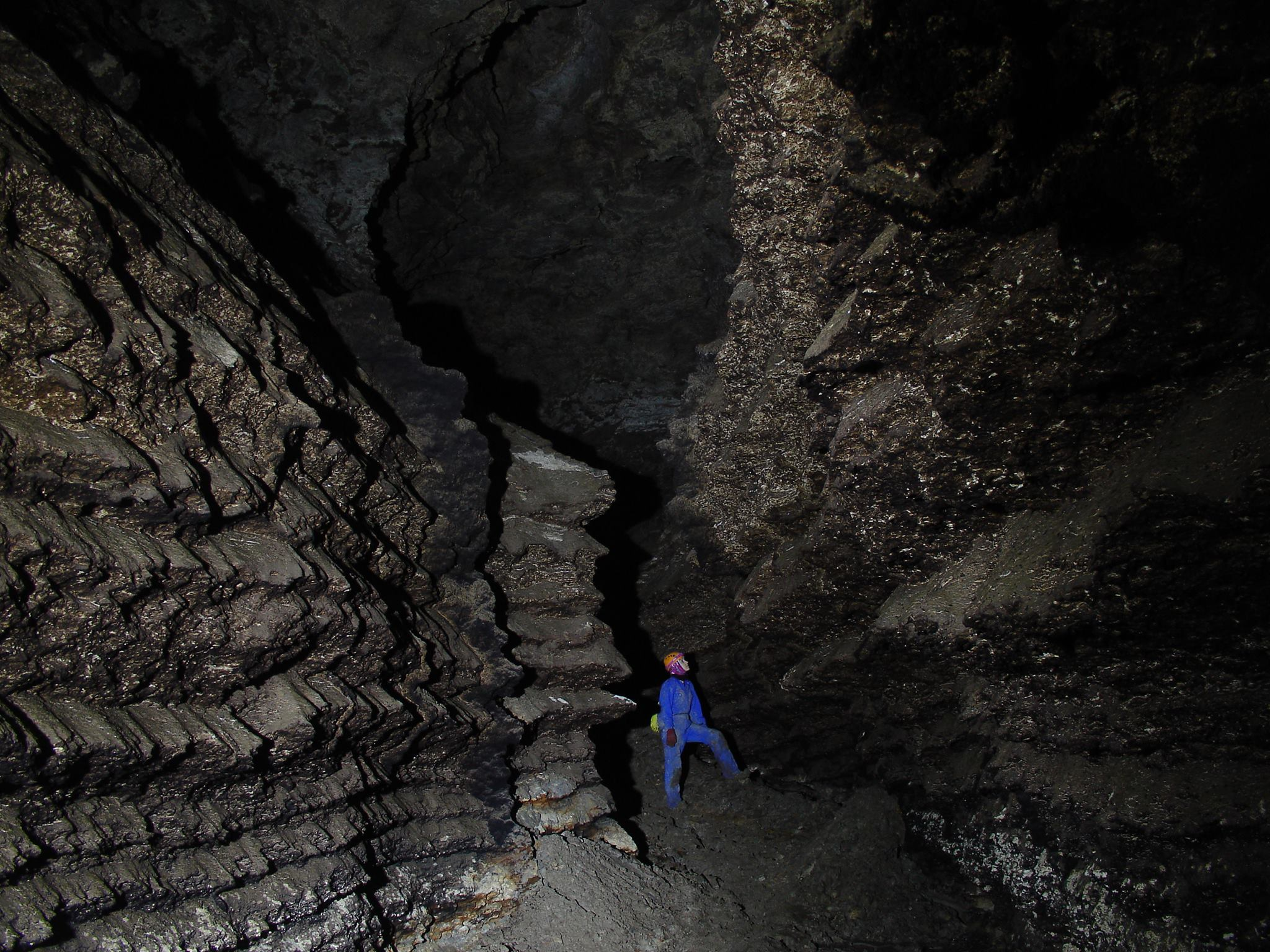
Zona așa-numită „Colorado”
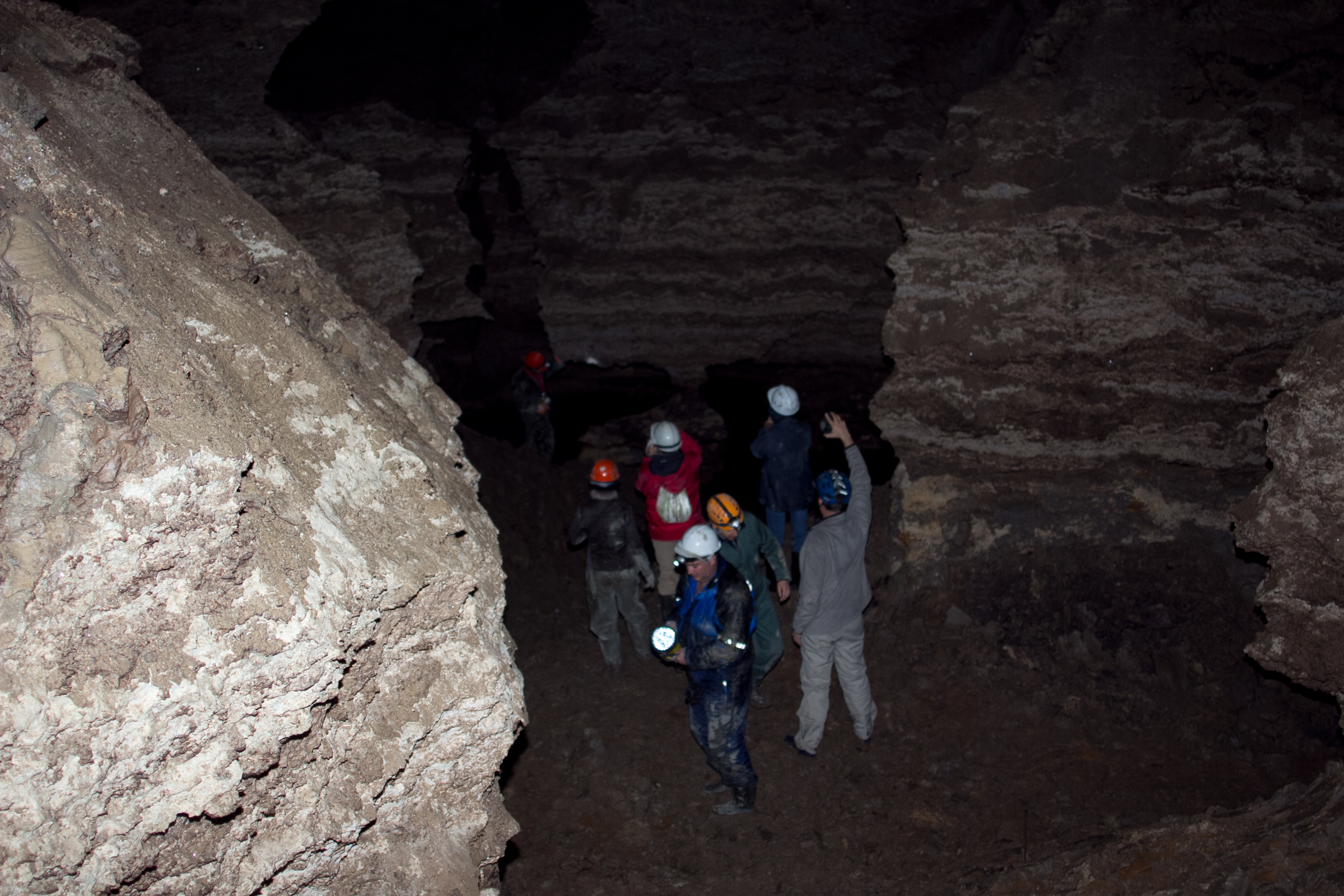
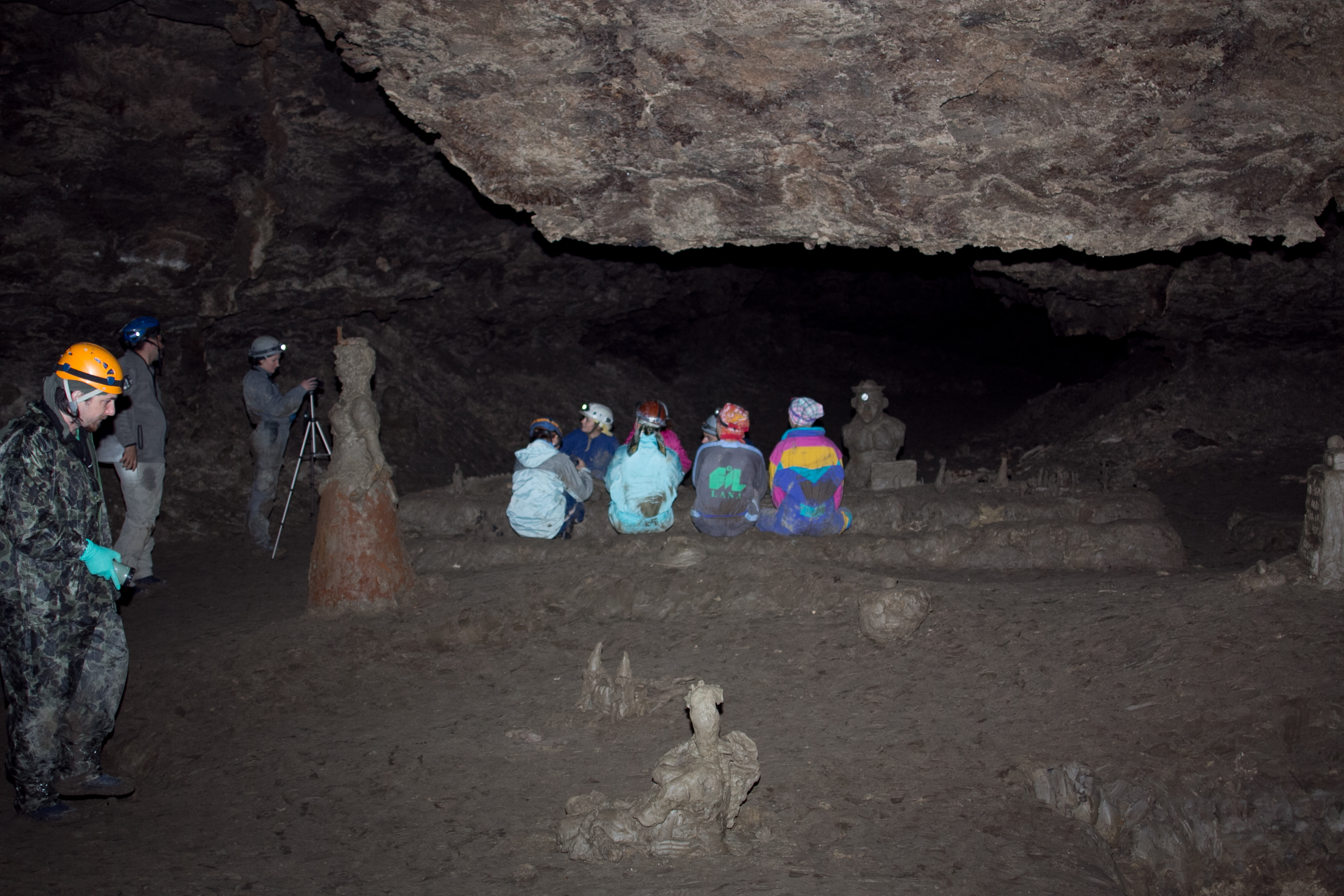
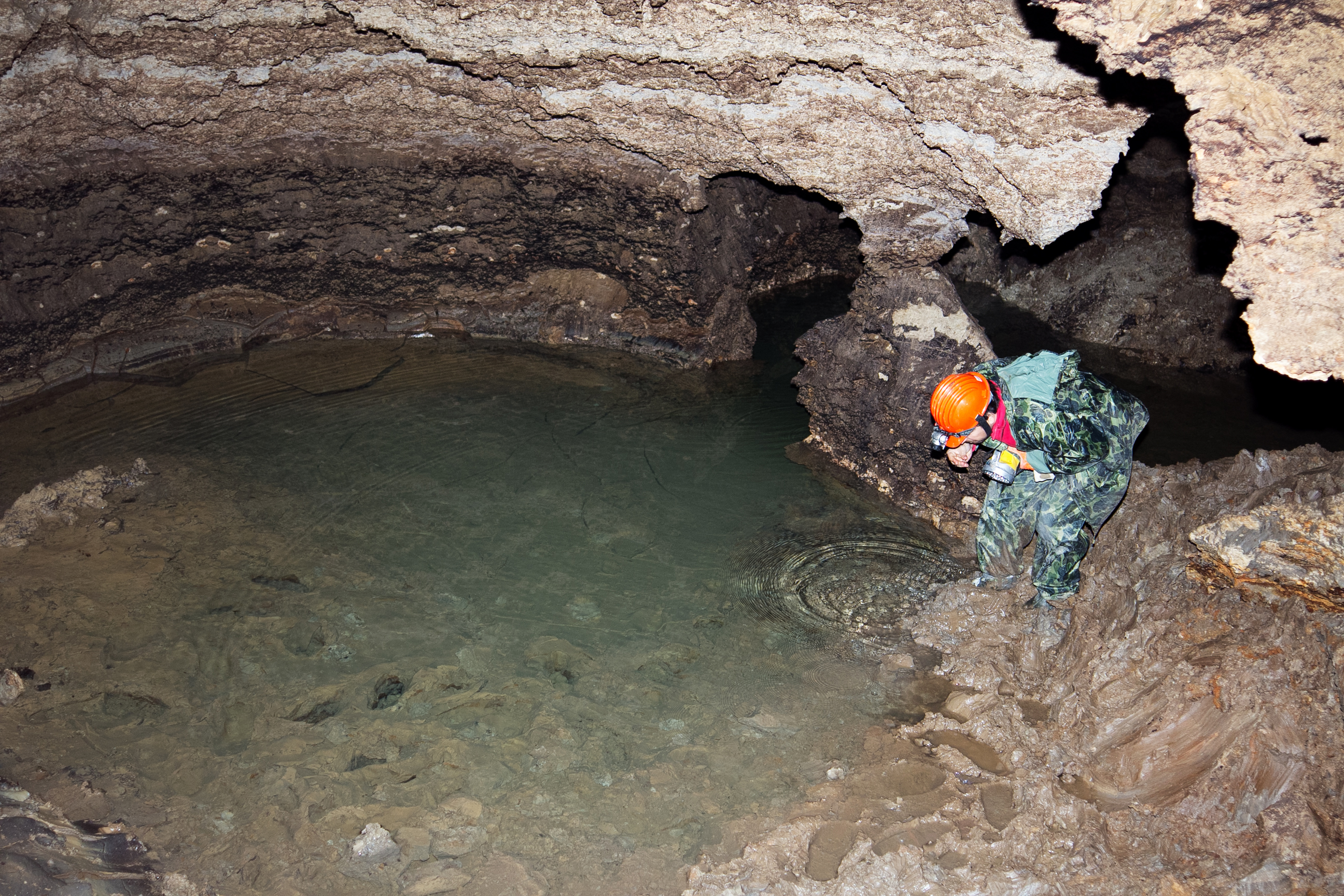
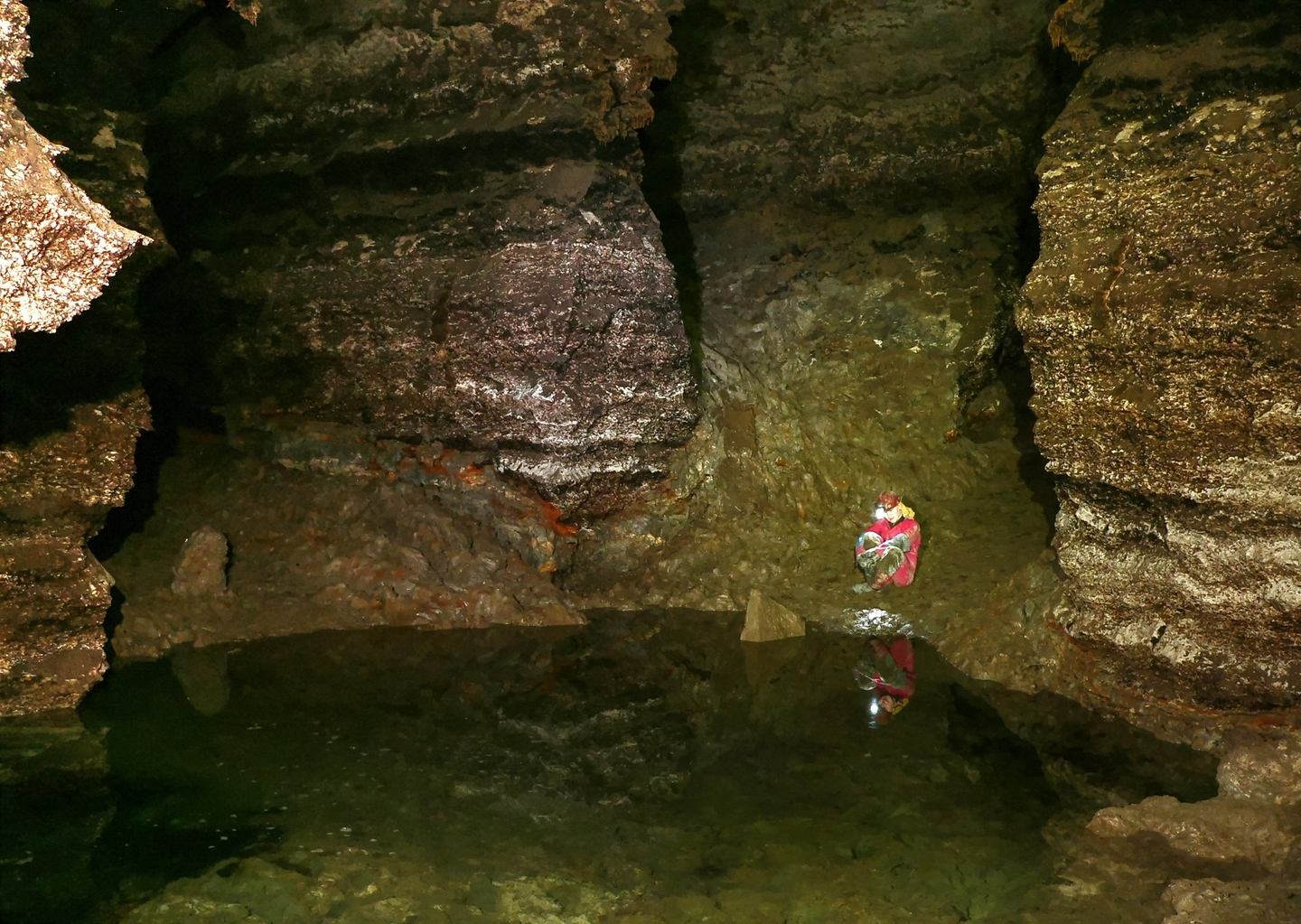

### Formațiuni speologice

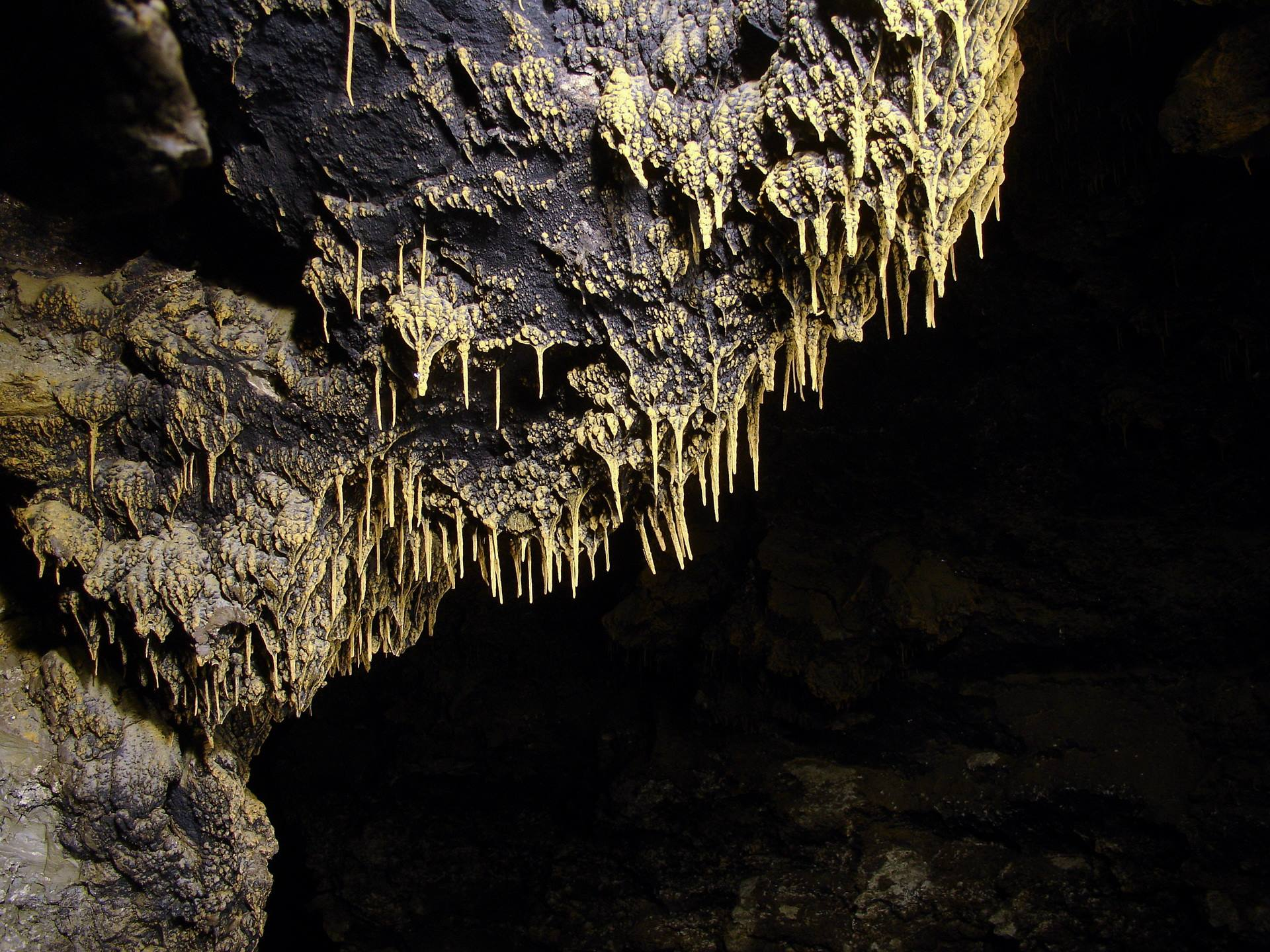
Stalactite argiloase
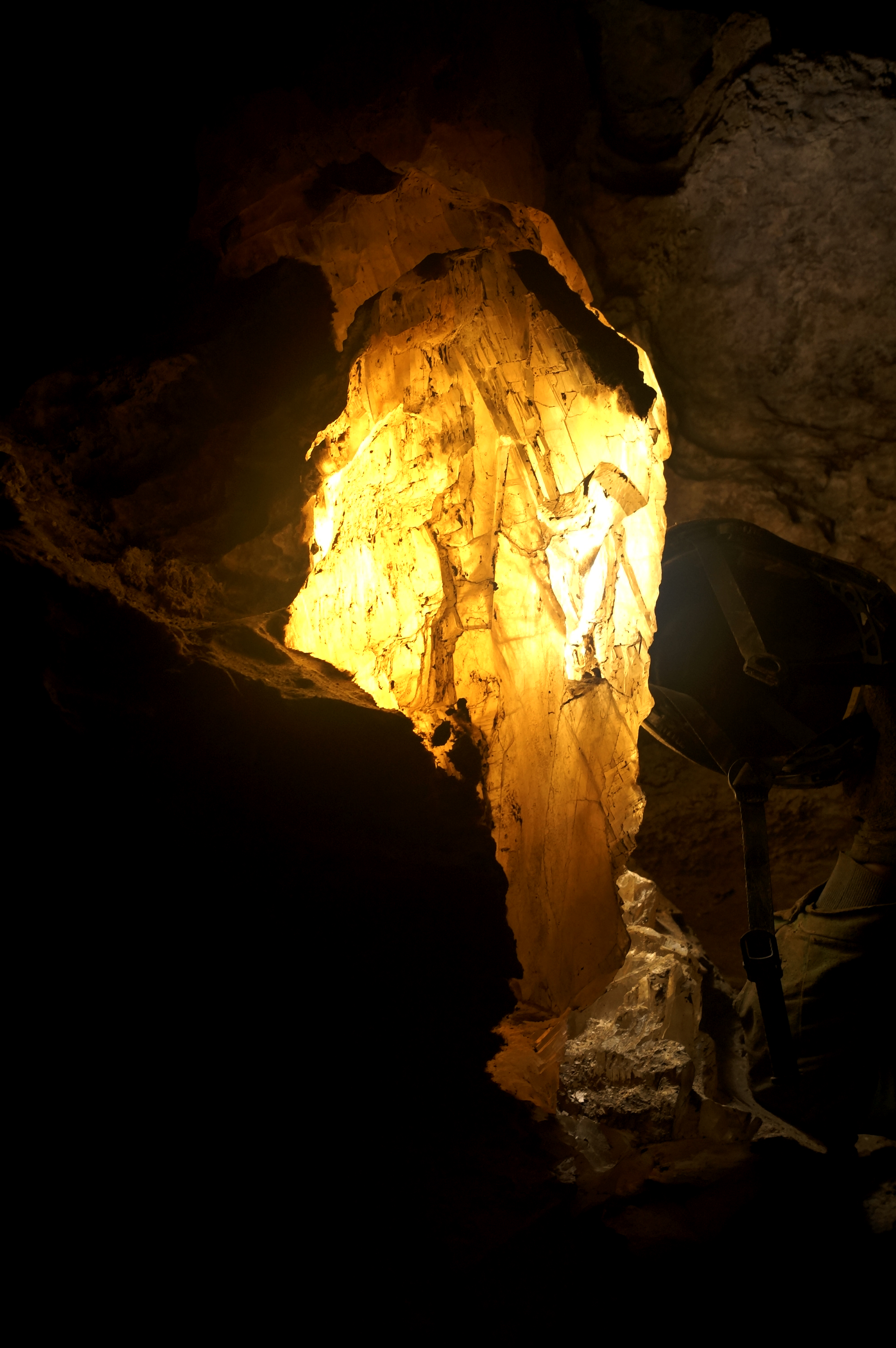
Cristal de ghips
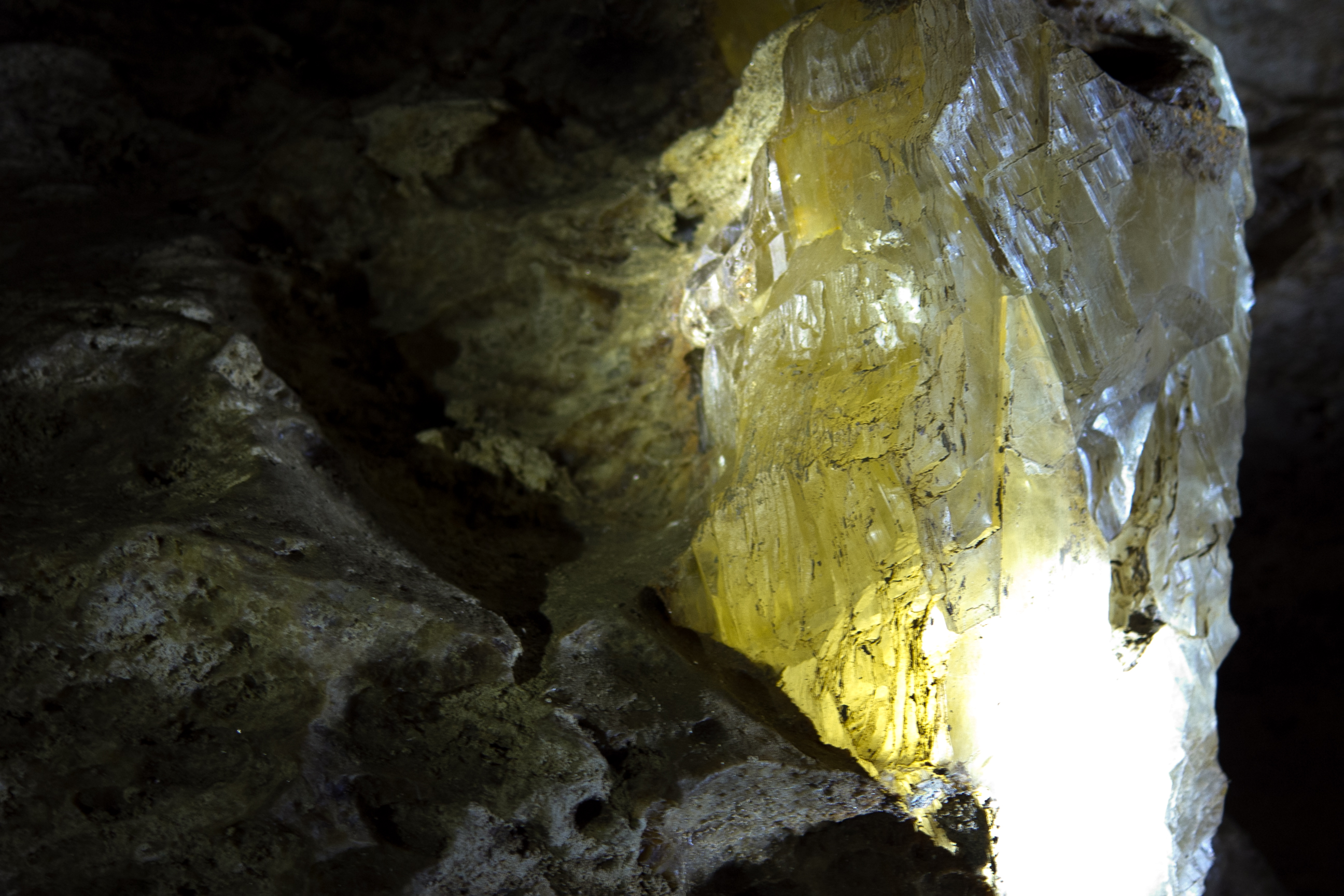
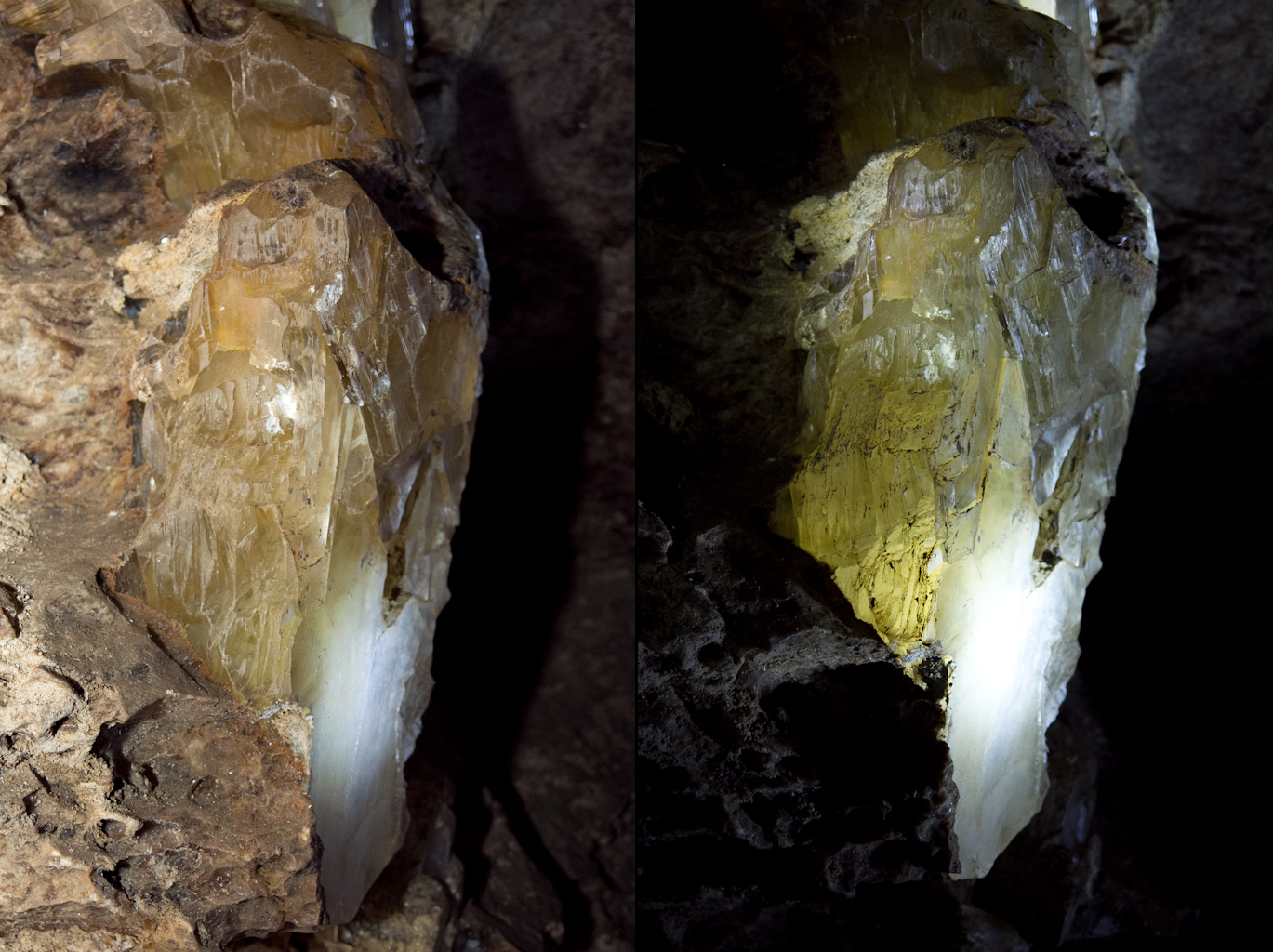
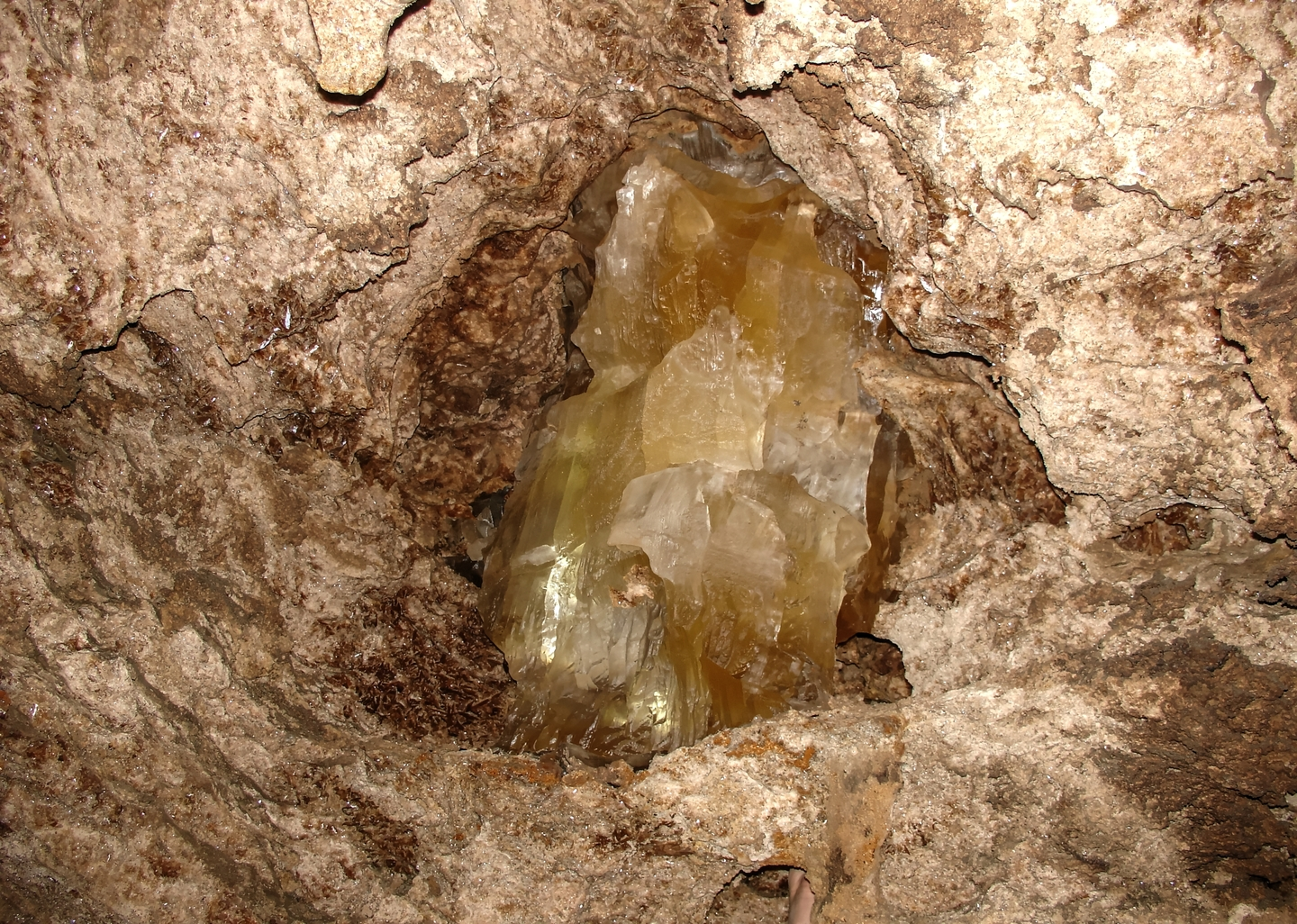
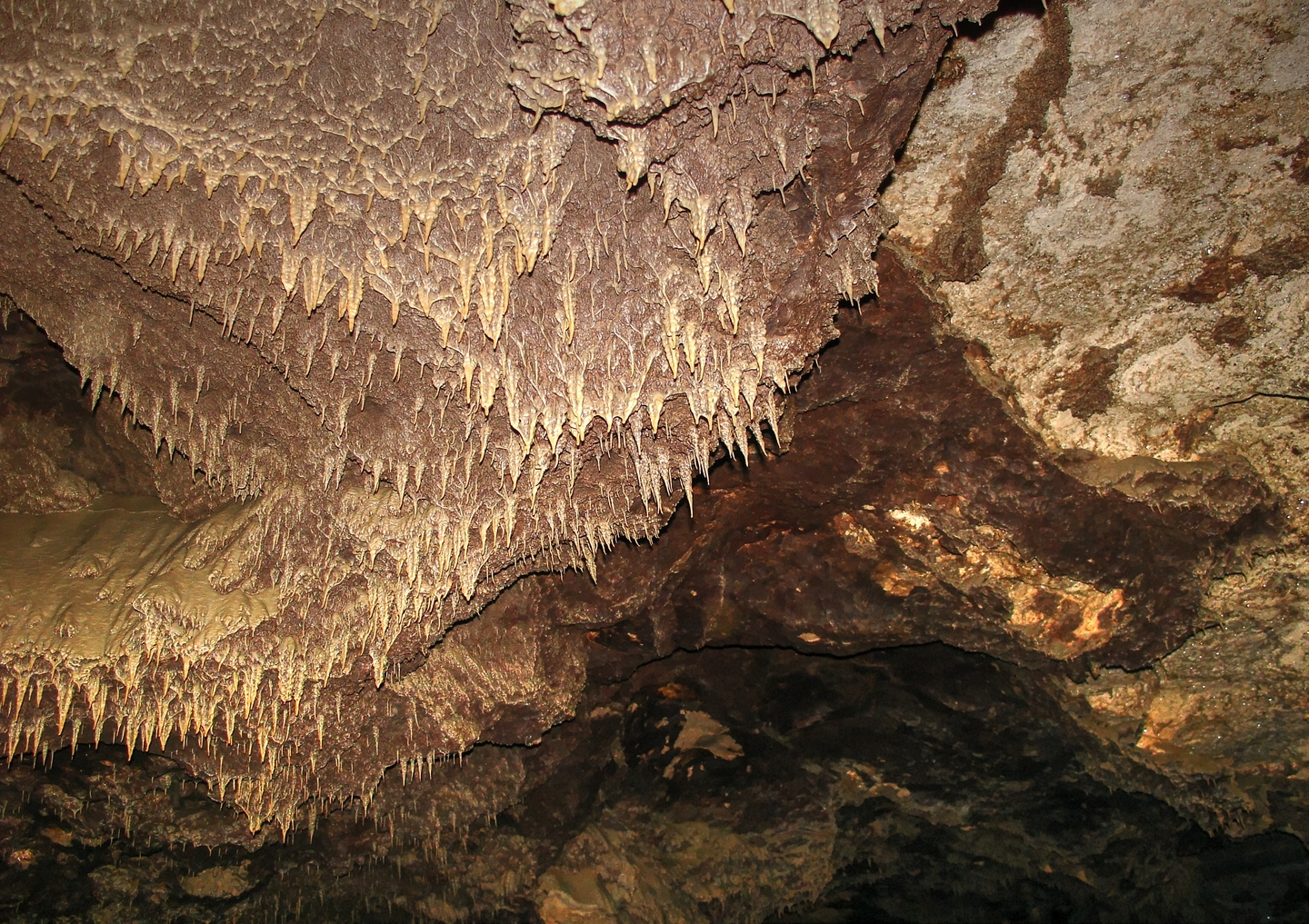

### Statui

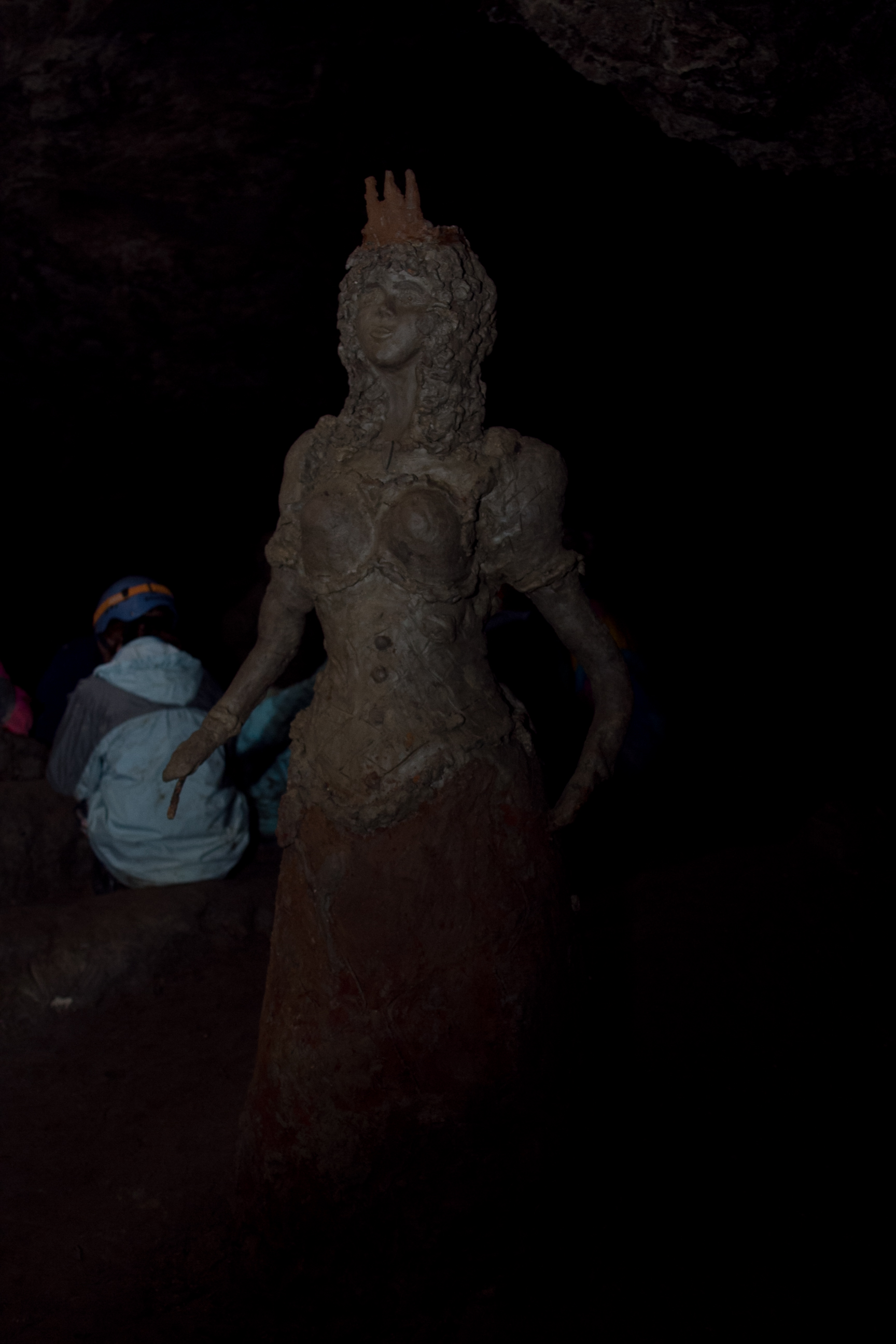
„Cenușăreasa”
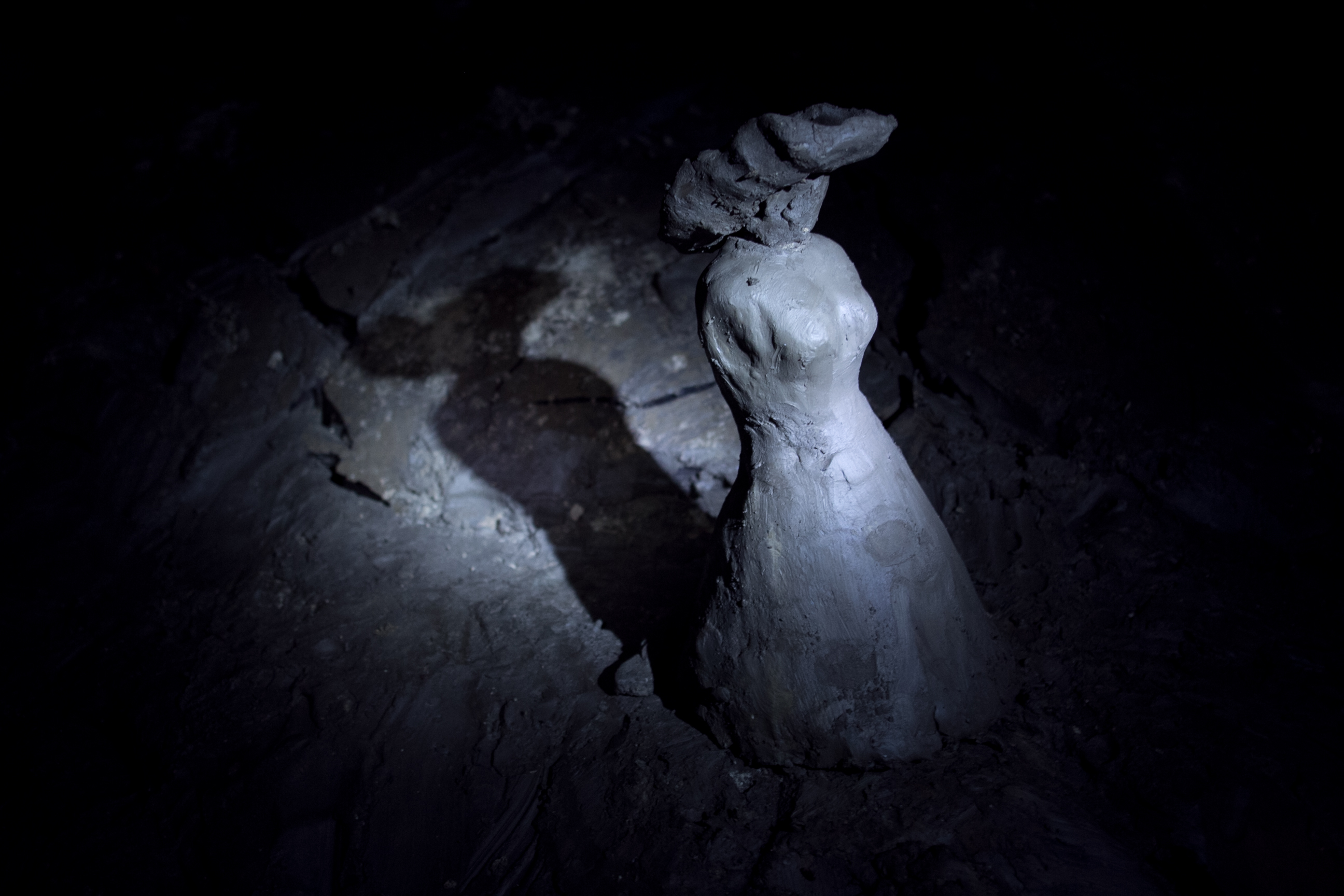
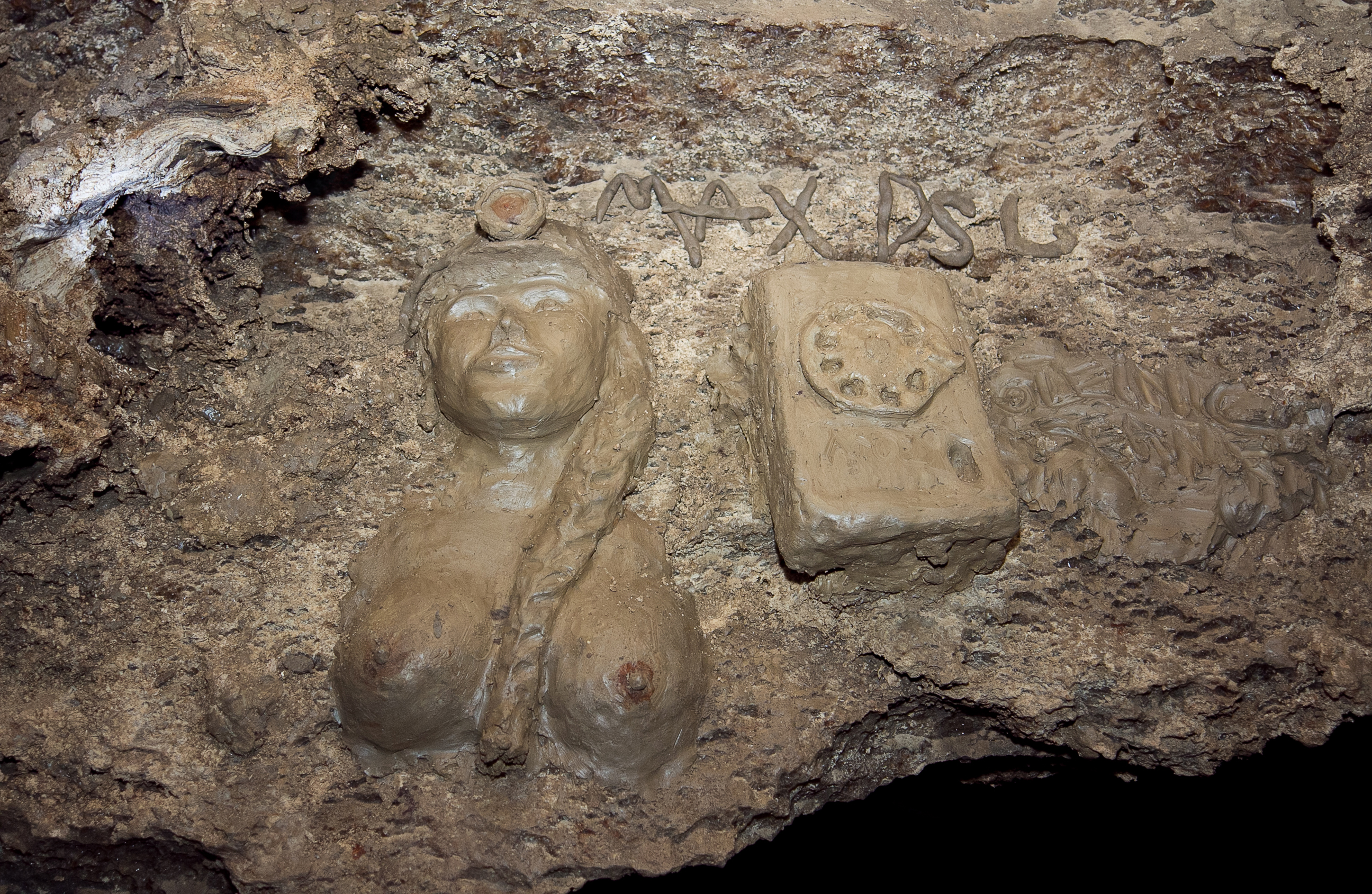
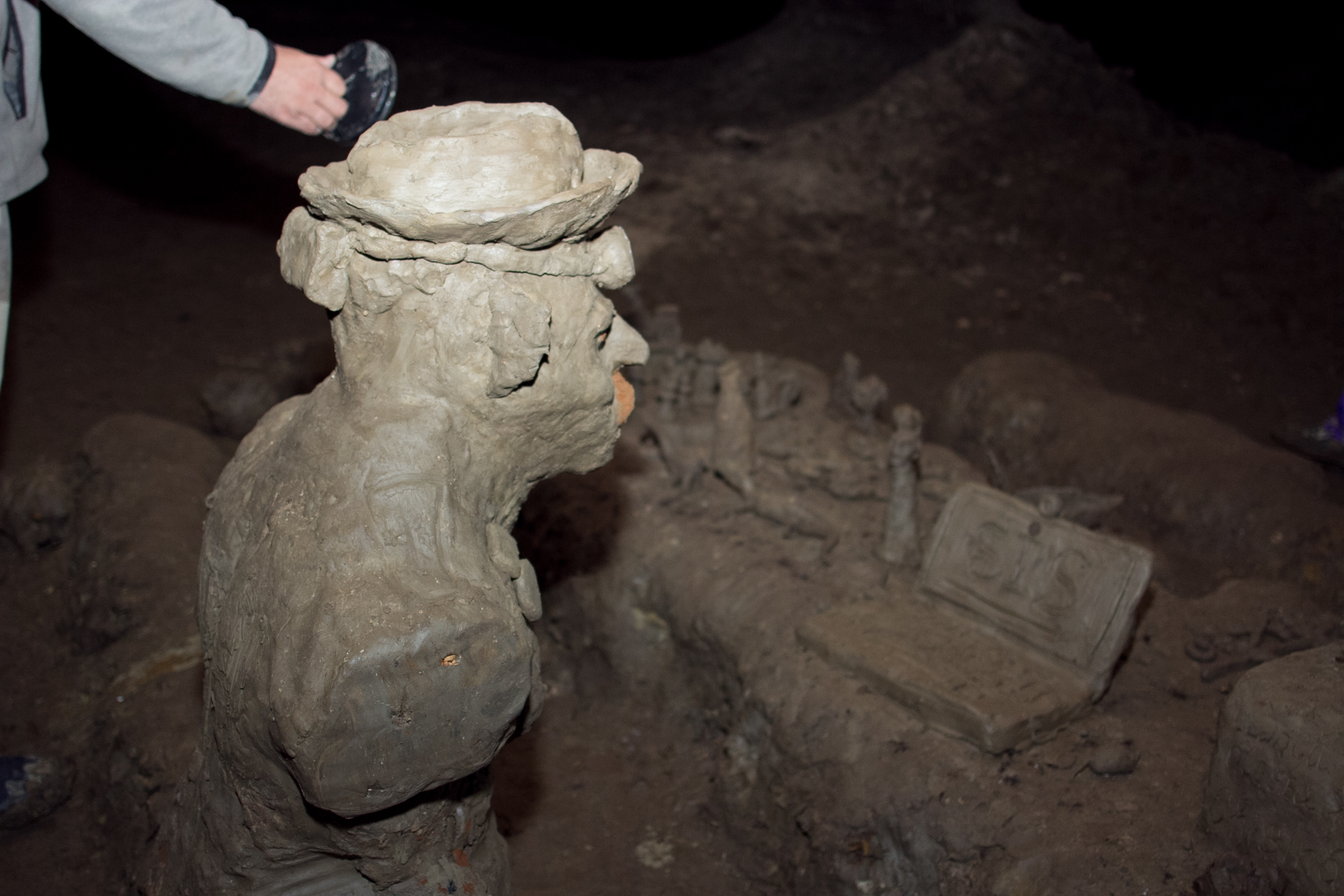
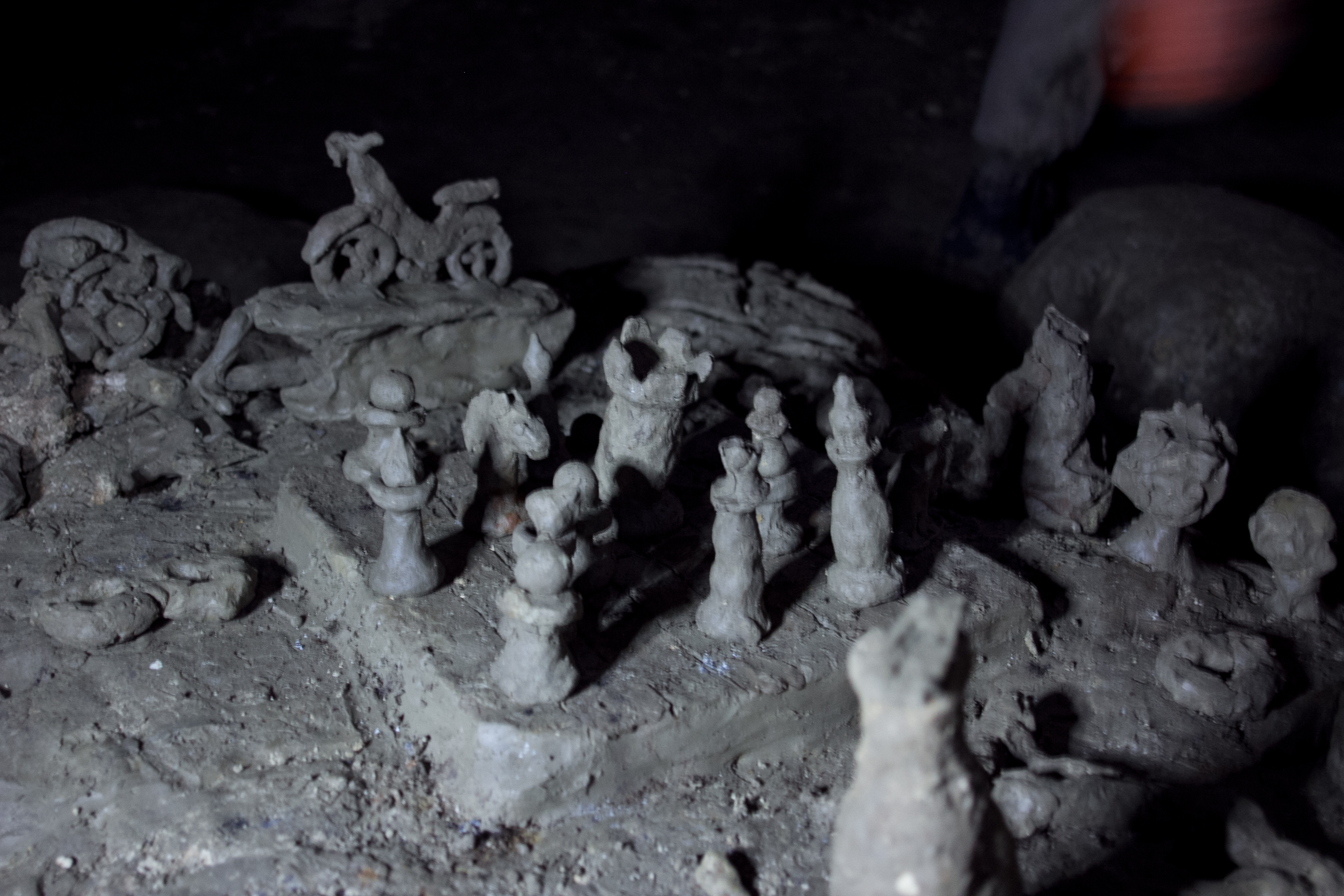
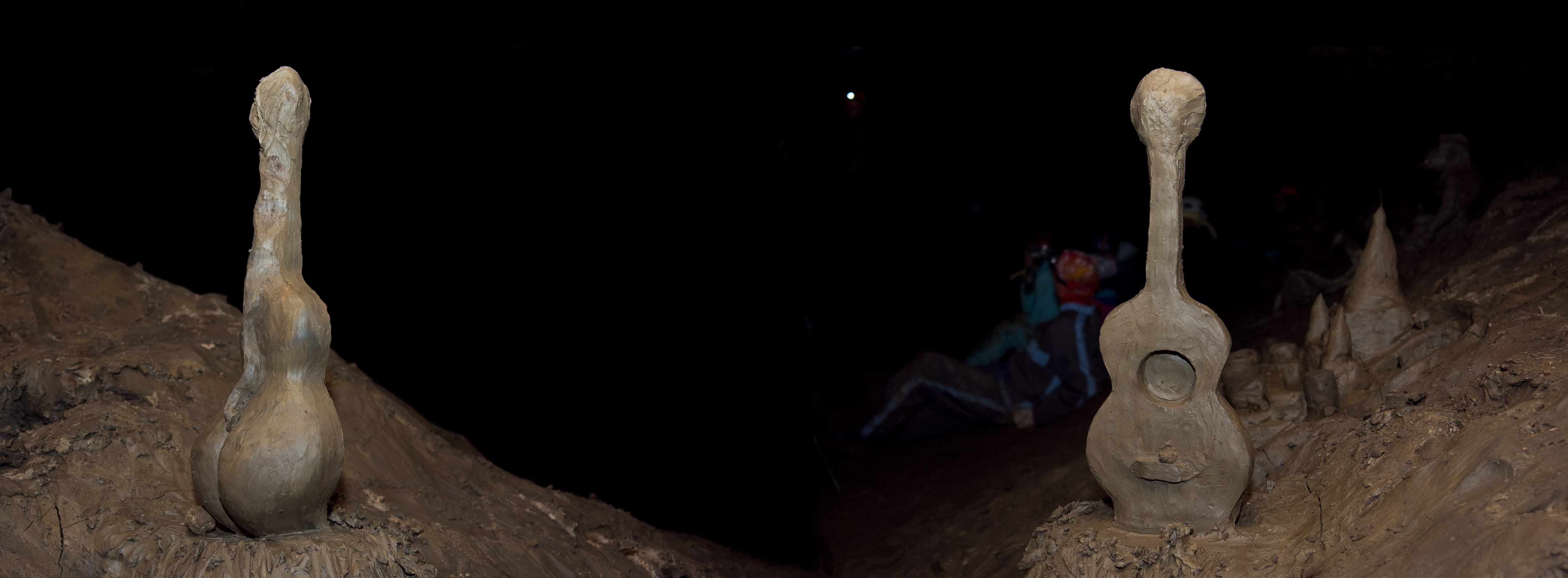